# 伊藤正宏
伊藤 正宏（いとう まさひろ、1963年3月25日 - ）は、放送作家、脚本家、元・舞台俳優。

## 人物
個人事務所、有限会社イトーサン・ドット・コム（ito3.com）所属。大阪府出身。大阪明星高等学校卒業、早稲田大学第一文学部中退。大学在学中から劇団第三舞台に所属する俳優であった。
1988年から放送作家を兼職、1993年に同劇団を退団して俳優を廃業し、以後放送作家に専念する。代表作に「めちゃ2イケてるッ!」「料理の鉄人」「クイズ＄ミリオネア」「大改造!!劇的ビフォーアフター」「空から日本を見てみよう」「和風総本家」「ポツンと一軒家」などがある。
和文化や柴犬が好き。パソコンはアップル派と公言。以前は米Palm社のPDA「Palm」を愛用しており、「機長」のハンドルネームでPalmをメインテーマにしたサイト「パーム航空」を主催していた(2019年現在、更新は停止している)。
2009年に双子が誕生し、ツイッターやブログにて、子育ての奮闘とパパとしての喜びに溢れた双子日記が綴られている。

## 来歴
1963年3月25日、大阪府出身。大阪時代のほとんどを大阪市大淀区（現北区）中津で過ごす。中津小学校、大淀中学校、明星高等学校を卒業。
1981年、劇団第三舞台に入団して俳優デビュー。同年、早稲田大学（第一文学部）に入学し上京。その後、中退。
第三舞台時代は、背の低さをいじられることが多く、「天使は瞳を閉じて」では劇団きってののっぽ女優・山下裕子と天使のデコボココンビを組まされていた。『天使は瞳を閉じて』で主役を演じた彼の評価は高く、後に同作品はミュージカル化され、伊藤の役はキャイ〜ンの天野ひろゆきが演じたが、第三舞台ファンたちの間では伊藤の方がはまっていたと言われている。
役者時代は「オタクの花嫁」という映画で主役を務め（ヒロインは筒井真理子）、ビデオ化もされたが、人気を得ることはできなかった。私生活では小須田康人と非常に仲がよく、小須田の酔ったときの愚痴を聞くのは伊藤の役目であったという。
俳優をしながらできるアルバイトの一つとして放送作家業を始め、1988年、フジテレビ「笑いの殿堂」で放送作家デビュー。初期の作品では、本を書いた上に出演したりすることもあった。1993年、第三舞台退団と同時に俳優業を辞め、放送作家として本格的に活動開始。この年に始めた番組が、「とぶくすり」と「料理の鉄人」。前者はその後「めちゃイケ」（1996年 - ）へと成長し、この2番組がその後の人生を決める。この後は、完全に作家業一本に専念。
2001年、有限会社イトーサン・ドット・コムを創業、現在に至る。

## 放送作家活動の担当作品

### 現在の担当テレビ番組
- 和風総本家（TVO）
- ミュージックステーション（EX）
- めちゃ×2ユルんでるッ!（フジテレビ・インターネット配信）
- 輝く!日本レコード大賞（TBS）
- 志村&所の戦うお正月（EX/ABC）
- 大改造!!劇的ビフォーアフター SEASON II（ABC）
- 会いたい!世界エンキョリ家族（EX/ABC）
- ポツンと一軒家（ABC）

### 過去の担当テレビ番組

#### バラエティ・情報番組
- 笑いの殿堂（CX）
- テレビの裏側すべて見せますシリーズ（CX）
- オレたちひょうきん族（CX）
- ウッチャンナンチャンのやるならやらねば!（CX）
- とぶくすり（CX）
- 殿様のフェロモン（CX）
- とぶくすりZ（CX）
- 料理の鉄人（CX）
- 学校では教えてくれないこと!!（CX）
- めちゃ2モテたいッ!（CX）
- 買物王（CX）
- 新橋ミュージックホール（YTV）
- バクマリヤ（CX）
- SURPRISE!（CX）
- すけスケシルバ（CX）
- ロンドンハーツ（EX）
- クイズ$ミリオネア（CX）
- フードバトルクラブ（TBS）
- VivaVivaV6（CX）
- 危機一髪!SOS（CX）
- 明石家ジャパン（ABC）
- 明石家くりぃむランド（ABC）
- Mr.マリック超魔術シリーズ（TBS）
- 夢の扉（TBS）
- 愛のエプロン（EX）
- 恐怖の食卓（CX）
- ラブ待ち〜ふたりの未来を決める待ち合わせ〜（CX）
- 限界アンタッチャブル（EX）
- 笑うミュージックホール 島田紳助の初夢コラボ（KTV）
- 日本偉人大賞2007（CX）
- メデューサの瞳（TX）
- 夏ドキュ!「神の左手 奇跡の天才ドクター」（NTV）
- 家事場の女王様（MBS）
- アイスガールズ2007（TBS）
- 日曜ビッグバラエティ「日本和風検定」（TX）
- ニューカマーズ「トラブるトラベル キャッシュバックイングリッシュアカデミー」（CX）
- さんまの世界に一つだけの歌（ABC）
- 天空散歩（TX）
- 知られざる宝塚歌劇の世界（TBS）
- ガリレオからの挑戦（CX）
- 芸能人顔格闘王決定戦『顔ゲー』（CX）
- オモバカ8（CX）
- フジ算（CX）
- のりものテレビ（TX）
- かわいい＊グランプリ（TX）
- 日曜ビッグバラエティ「歌って覚えまショー」（TX）
- 第52回輝く!日本レコード大賞（TBS）
- スゴい会議!（TX）
- 最先端IT情報SHOW 革命×テレビ（TBS）
- 週末YY JUMPing（TX）
- ホメられてノビるくん（CX）
- 第52回 輝く!日本レコード大賞（TBS）
- スゴい会議！（TX）
- FNS27時間テレビ めちゃ×2デジッてるッ! 笑顔になれなきゃテレビじゃないじゃ〜ん!!（CX）
- ジョージ・ポットマンの平成史（TX）
- Asian Ace（TBS）
- 第53回 輝く!日本レコード大賞（TBS）
- むちゃぶりカジノ（ABC/EX）
- 目撃LIVEエンタテインメントTHE SHOW CASE（CX）
- 徹子とマツコの音楽時代（EX）
- 超時空トラベル　春・京都に恋!「洛中洛外図」（NHK BSプレミアム）
- スパモク!「英才教育TV〜失敗しない子育て大公開SP（TBS）
- notty LIVE（NOTTV）
- ボキャブ★ラリ→（ABC）
- マツコのDX音楽会（テレビ朝日）
- リヒテンシュタイン展スペシャル　 華麗なる侯爵家の秘宝　〜500年に渡る奇跡の物語〜（BS-TBS）
- 超時空トラベル　秋・京都に恋！「洛中洛外図」（NHK BSプレミアム）
- 日10☆演芸パレード（MBS/TBS）
- 会いたい!世界エンキョリ家族（ABC/EX）
- 第54回 輝く!日本レコード大賞（TBS）
- V6 LOVE VICTORY（TBS）
- 大丈夫です!可能商店（TBS）
- めちゃ×2ユルんでるッ!（ゼロテレビ）
- 女医が解決!ベストアンサー（TBS）
- 土曜プレミアム・ガリレオからの挑戦状〜実験す（CX）
- アイアンシェフSP 料理W杯 日本代表VSアメリカ代表（CX）
- ヒントもピンチもあなた次第（CX）
- Mr.クエッチョン（CX）
- 第55回 輝く!日本レコード大賞（TBS）
- TOKIOの大航海ごはん（NHK総合）
- くもじいの休日・空から伊勢志摩を見てみよう（BSジャパン）
- フジテレビ開局55周年記念 めちゃ×2感謝してるッ!お笑いBIG3も参戦の4時間超SP（CX）
- 開局50周年特別企画 50年のモヤモヤ映像大放出!この手の番組初めてやりますSP（TX）
- ミッドナイト感謝祭!もってけダービー（TBS）
- Sing! Sing! Sing!（TBS）
- できた できた できた（NHK Eテレ）
- 人生で大事なことは○○から学んだ（ABC）
- めちゃ2イケてるッ!（CX）

#### テレビドラマ
- 悪いこと「道徳」（CX）
- ネオドラマ（EX）
  - 「パートナー
  - 「こだくさん」
  - 「エチュード」
- Trap-TV「一番好きな人に」（CX）
- MAESTRO「ドヴォルザーク」（CX）
- エリアコードドラマ092「ESP/RUN〜超能力少女は見た」（FBS）
- エリアコードドラマ06（MBS）
  - 「CRANE〜突然の訪問者」
  - 「FM999〜真夏のレディオガール」
  - 「CALL ME!〜暗闇にベル」
- SMAPのがんばりましょう「NAKED BANANAS」（CX）※原案のみ
- リアル脱出ゲーム密室美少女　全11話　出演： 荒井萌（TX・構成）
- 文豪の食彩 全1話 出演： 勝村政信、温水洋一（BSジャパン・構成）
- 太鼓持ちの達人〜正しい××のほめ方〜　全12話　出演： 手塚とおる（TX・構成）

### 映画脚本
- ONE PIECE THE MOVIE オマツリ男爵と秘密の島（2005年、東映・フジテレビ・集英社）
- ONE PIECE THE MOVIE カラクリ城のメカ巨兵（2006年、東映・フジテレビ・集英社）

### ビデオソフト
- ウッチャンナンチャンの大人養成講座（1993年7月、ポニーキャニオン）
- 笑いの殿堂 Vol.1 - 6（ポニーキャニオン）
- 笑いの殿堂〜自画自賛（1990年2月、ポニーキャニオン）
- 笑いの殿堂〜目覚めよアーバニスト（1991年11月、ポニーキャニオン）
- 「とぶくすり」シリーズ（ポニーキャニオン）
- 「料理の鉄人」シリーズ（ポニーキャニオン）
- ONE PIECE THE MOVIE オマツリ男爵と秘密の島（2005年、東映）
- ONE PIECE THE MOVIE カラクリ城のメカ巨兵（2006年、東映）
- とぶくすりベスト（2001年、ポニーキャニオン）
- 大改造!!劇的ビフォーアフター（2007年、東宝）
- 空から日本を見てみよう（2010年、ポニーキャニオン）

### ラジオ番組
- 武田真治のHIT*FACTORY（1994年 - 1997年、TBSラジオ）

### ラジオCM
- PARCO「PARCOグランバザール99夏」（1999年）構成・演出

### 舞台
- サードステージ・プロデュース伊藤正宏ひとり会?「うそつき」（1990年、渋谷ジァン・ジァン）
- 伊勢丹・サードステージ・プロデュース伊藤正宏ひとり会?「うそつき2」（1990年、テアトル新宿）
- PARCOミュージカル「美女とトークン、マヨネーズ」（1996年12月 - 1997年1月、PARCO劇場）
- サードステージ・プロデュース「催眠術入門」（1999年2月24日 - 3月1日、中野ザ・ポケット）

### お笑いライブ
- 「笑いの殿堂・自画自賛」（1989年12月、常磐座）
- 「笑いの殿堂・星降る夜にお会いしましょう」（1990年7月、常磐座）
- 「笑いの殿堂・目覚めよアーバニスト」（1991年8月、原宿クエストホール）
- 「昇太と伊藤の1500円」（1991年、渋谷ジァン・ジァン）※出演も
- 「昇太と伊藤の開演7時」（1995年、文芸坐）※出演も
- 「南原清隆ひとり芝居・PIN I」（1996年8月、新宿シアターモリエール）
- 「南原清隆ひとり芝居・PIN II」（1997年2月、新宿シアターモリエール）
- 「南原清隆ひとり芝居・PIN III」（1997年8月、シアターサンモール）
- 「南原清隆ひとり芝居・PIN IV」（1998年2月、シアターVアカサカ）

### インターネット
- 「TK Trillion Net」（1996年）コンセプト・レイアウト担当
- 「クイズ$ミリオネア」公式サイト（2000年）プランニング担当
- とどけ!愛のうた（2020年、Paravi） - 脚本

### 書籍
- 「めちゃイケ大百科事典」（2001年、扶桑社・共著）

## 俳優活動の作品

### 舞台

#### 劇団・第三舞台
- 宇宙で眠るための方法について（1981年・1984年）
- プラスチックの白夜に踊れば（1982年）
- リレイヤー（1983年）
- デジャ・ヴュ（1983年・1986年）
- モダンホラー（1984年）
- 朝日のような夕日をつれて（1985年・1987年）
- もうひとつの地球にある水平線のあるピアノ（1985年）
- スワンソングが聴こえる場所（1986年）
- ハッシャバイ（1986年・1991年）
- モダンホラー特別篇（1987年）
- 天使は瞳を閉じて（1988年）
- 宇宙で眠るための方法・序章（1989年）
- ピルグリム（1989年）
- BE HERE NOW（1990年）
- 天使は瞳を閉じて インターナショナル版（1991年）

#### 伊藤正宏ひとり会?
- サードステージ・プロデュース伊藤正宏ひとり会?「うそつき」（1990年、渋谷ジァン・ジァン）
- 伊勢丹・サードステージ・プロデュース伊藤正宏ひとり会?「うそつき2」（1990年、テアトル新宿）

#### 客演・プロデュース公演
- 君たちがいて僕がいる（1983年、懐シアター）
- 環状線ラプソディ〜終着駅（1988年、翔企画・青山円形劇場）
- ホワイトソング（1988年、劇団健康）
- メロンボールの女神（1989年、ネバーランドミュージカルコミュニティ）
- 悪魔のいるクリスマス（1992年、流山児★事務所）
- ザ・中学教師（1993年、プラチナ・ペーパーズ）

#### その他
- SANYO POWER STAGE「スラップスティックバビロン」（1988年、スパイラルホール）
- 「鹿芝居」（1991年、国立演芸場）

### テレビドラマ
- 男と女のミステリー「彼女はピカソに恋してる」（1989年、CX）
- 60分放し飼い「第三舞台スペシャル ビコーズ・オブ・ザ・サマー」（1990年、NTV）
- 金曜ドラマシアター「OLたちの反乱 伊豆社員殺人事件」（1991年、CX）
- DRAMADAS「おたくの嫁とり」（1991年、KTV）主演
- 東芝日曜劇場「会議が長くて」（1992年、MBS）
- 本当にあった怖い話「幽霊海岸」（1992年、ANB）
- 火曜サスペンス劇場「ウェディングベルをもう一度」（1993年、NTV）
- チャンス!（1993年、CX）

### バラエティ・情報番組
- 成人の日スペシャル（1980年代前半、NHK）
- ひょうきん予備校（1987年、CX）第二期レギュラー
- オレたちひょうきん族（1989年、CX）オープニングナレーション
- ゲーム名人戦（1988年 - 1989年、CX）
- IQエンジン（1989年、CX）
- 征服王（1991年、CX）
- 「テレビの裏側全部見せます」シリーズ（1989年 - 1996年、CX）

### テレビCM
- フマキラー「ゴキブリ用ホウ酸ダンゴ」
- ミスタードーナツ
- シヤチハタ
- 旭松食品「なっとういち」
- イトーヨーカドー「春のキャンペーン」

### ビデオソフト
- おたくの嫁とり（1991年、大映）
- 極道弁護士綾小路春彦（1993年、大映）
- 第三舞台 VINTAGE BOX（イーオシバイ）
  - 天使は瞳を閉じて〜インターナショナル・ヴァージョン〜
  - ピルグリム
- 第三舞台 VINTAGE BOX2（イーオシバイ）
  - デジャ・ヴュ'86
  - 朝日のような夕日をつれて'87、
  - ビー・ヒア・ナウ
  - ハッシャ・バイ

### 映画
- 会社物語 MEMORIES OF YOU（1988年、松竹）
- 祝辞（1989年、松竹）
- ジュリエット・ゲーム（1989年、日本ヘラルド）
- バカヤロー!4 YOU! お前のことだよ（1991年、東映）